# Саваль, Жорди
Жорди Сава́ль (полное имя Жорди Сава́ль-и-Бернадет кат. Jordi Savall i Bernadet; род. 1 августа 1941, Игуалада, провинция Барселона) — испанский (каталонский) гамбист, дирижёр и предприниматель, крупный представитель движения аутентичного исполнительства (HIPP).

## Биография и труды
Учился в Барселонской консерватории по классу виолончели. Во время пребывания в Париже обнаружил в Национальной библиотеке рукописи Марена Маре, вдохновившись музыкой которого, переключился на виолу да гамба. Как гамбист обучался у Августа Венцингера в Базельской Schola Cantorum. С 1970 года стал выступать как гамбист, записывался в ансамбле с различными исполнителями (в том числе, с Ж.-П. Рампалем).
В 1974 году создал ансамбль старинной музыки Hespèrion XX (в 2001 году название поменялось на Hespèrion XXI), в котором ведущую роль отвёл своей жене, певице Монтсеррат Фигерас (1942—2011). Помимо неё в ансамбле в разные годы были заняты крупные музыканты-аутентисты Хопкинсон Смит, Тон Копман, Паоло Пандольфо, Лоренсо Альперт и др. Сам Саваль (иногда) играл в ансамбле на виоле да гамба. По мере необходимости Саваль привлекал хоровые коллективы и вокальные ансамбли (других вокалистов кроме жены Саваля среди постоянных членов ансамбля не было).
В 1987 году Саваль организовал и возглавил камерный хор Capella Reial de Catalunya («Королевская капелла Каталонии»), в 1989 — «барочный» оркестр Le Concert des Nations («Гармония народов»), что позволило ему расширить репертуар, включать в него сочинения кантатно-ораториальных жанров и масштабные оркестровые сочинения. В качестве приглашённого дирижёра выступал с оркестром фонда Галуста Гюльбенкяна, камерным оркестром Зальцбурга, венским камерным оркестром, филармоническим барочным оркестром Сан-Франциско, «Ars Musicae de Barcelona» и другими коллективами.
В 1973-93 годах вёл мастер-класс виолы да гамба в Базельской Музыкальной академии (Schola cantorum); с 1993 года — в Джульярдской школе музыки. В 1998 году основал и возглавил испанскую звукозаписывающую компанию «Alia Vox», которая специализируется на записях старинной музыки разных эпох и стилей.
В 1991 году сотрудничал с французским кинорежиссёром Аленом Корно в фильме «Все утра мира» по одноимённому роману П. Киньяра, получил премию Французской киноакадемии «Сезар» за лучшую музыку к фильму. Успех ленты у публики (в котором роль Марена Маре исполнил Жерар Депардьё) способствовал повышению интереса к музыке барокко. Впоследствии Саваль работал с Ж. Риветтом и другими кинорежиссёрами.
Активно гастролирует по всему миру (в России впервые — в 2008 году).
Дочь и сын Жорди Саваля и Монтсеррат Фигерас — также музыканты.

## Репертуар
Дискография Саваля насчитывает более ста наименований. В его репертуаре музыка эпохи барокко и эпохи Возрождения, в том числе сочинения Монтеверди, Люлли, Куперена, Маре, М.-А. Шарпантье, Боккерини, Дж. Габриели, Пёрселла, Дж. Дауленда, О. Гиббонса, Вивальди, Телемана, Баха.
Особое место в репертуаре Саваля отведено старинной испанской музыке (в том числе, выпустил антологию «España antigua» на 8 компакт-дисках). Саваль также исполнял традиционную музыку различных народов (армянскую, еврейскую, турецкую и других). Обширная дискография Саваля опубликована на портале medieval.org.

## Признание
- Офицер ордена искусств и литературы (1988, Франция).
- Командор ордена «За заслуги перед культурой»[рум.] в категории F «Продвижение Культуры» (2011, Румыния)[6].
- Кавалер каталонского креста Святого Жорди (1990).
- Почётный член Концертхауса в Вене (с 1999).
- Золотая медаль в области изящных искусств министерства культуры Испании (1998).
- Почётный доктор Лёвенского университета (2002)
- Золотая медаль правительства Каталонии (2003) и другие награды.
- Введён в Зал славы журнала Gramophone[7].
- Саваль признаётся одним из наиболее значительных музыкантов современности, занимающихся исполнением старинной музыки, в том числе и особенно каталонской.